# チャールズ・バーク
チャールズ・ヘンリー・バーク（英語: Charles Henry Burke, 1861年4月1日 - 1944年4月7日）は、アメリカ合衆国の政治家、弁護士。所属政党は共和党。宗教は米国聖公会。
20世紀初頭において、アメリカ合衆国下院議員を通算7期務めており、第63議会では下院少数党院内幹事を務めた。

## 経歴・人物
1861年4月1日、バークはニューヨーク州ジェネシー郡バタビア近郊のサマヴィル農場で生まれた。実家の農場を手伝いながら学校に通い、教職免許を取得。学校で先生として働きながら、実家の農場で働くという生活を送っていたが、1882年に西部を目指し、友人とともにダコタ準州ビードル郡のブロードランドに移住した。翌年にヒューズ郡ブラント市に移ると、不動産業を営むかたわら、法律の勉強を行い、3年かけて弁護士資格を取得。翌年同郡ピエール市に移って住宅ローンの投資会社に入社している。その後、独立して法律事務所を開業したが、バークの下院議員就任が決まるとこの事務所は解散された。ピエール市の資本委員会幹事を務めるなど、地元の政治活動に積極的に参加していたバークは政界にも興味を持ち、1894年選挙でサウスダコタ州下院議員に選出され、2期の任期を務めている。
1898年に連邦下院議員に立候補して、反共和党で結束した融合党 候補のフリーマン・ノウルズ、ジョン・ケリー(いずれも本来は人民党)を破って当選を果たした。1906年の選挙では予備選で敗れ、党からの指名を失ったが、1908年選挙で再選して復帰した。1912年選挙で選挙区改編が行われ、全州選挙区が廃止されると、地元ヒューズ郡が含まれる2区からの出馬を選択し、当選を果たした。1913年から1915年までは下院少数党院内幹事を務めている。健康上の理由で引退を表明していたが、友人からの勧めもあり、1914年選挙では上院議員選挙に出馬。予備選で共和党現職のコー・I・クロウフォードを破って党からの指名を獲得したが、民主党のエドウィン・S・ジョンソンに敗れた。
1921年にインディアン事務局長に任命され、1929年に辞任するまでその職を務めた。1944年、ワシントンD.C.で亡くなった。

## エポニム
- バーク（英語版） (Burke) 市：サウスダコタ州グレゴリー郡の郡庁所在地[6]

## 家族
チャールズ・バークの生まれたバーク家はノルマン系アイルランド人の系統で、その祖先はウィリアム・フィッツ・アルデルム・ド・バーゴ (William Fitz Aldelm de Burgo) まで遡る。ウィリアムは1171年にイングランド王ヘンリー2世が行ったアイルランド侵攻で、アイルランドにやってきた。その後、土着化した子孫がバーク家のルーツである。
父ウォルター・バーク（1820年 - 1911年）はアイルランドのゴールウェイで生まれ、10歳の時に移民としてアメリカ合衆国ニューヨーク州にやってきた。母のサラ・T・ベックウィス（1828年 - 1907年）はニューイングランドの名家の出で、サラの父ジョサイアはアメリカ独立戦争に参加した退役軍人であった。